# Выше неба (фильм, 2018)
«Выше неба» — российская мелодрама режиссёра Оксаны Карас. В главных ролях: Таисия Вилкова и Филипп Авдеев. Фильм вышел в российский прокат 27 июня 2019 года.

## Сюжет
Главной героине фильма Саше — 18 лет. У неё порок сердца, и вместе с семьёй она приезжает на лечение в подмосковный пансионат. В это время в заведении происходит неожиданное убийство. За последующие семь дней жизнь Саши изменится навсегда. Ей предстоит встретить первую любовь и сделать невероятное открытие.

## В ролях
- Таисия Вилкова — Саша Тихонова
- Филипп Авдеев — Миша
- Виктория Толстоганова — мама
- Алексей Агранович — папа
- Полина Виторган — Нина, сестра Саши
- Дарья Жовнер — Рита
- Артём Немов — Тёма

## Съёмки
Съемки фильма «Выше неба» начались летом 2018 года и проходили в подмосковном пансионате на Николиной горе.